# 23 ianuarie
ianuarie • februarie • martie  • aprilie  • mai  • iunie  • iulie  • august  • septembrie  • octombrie  • noiembrie  • decembrie
23 ianuarie este a 23-a zi a calendarului gregorian. Mai sunt 342 de zile până la sfârșitul anului (343 de zile în anii bisecți).

## Evenimente

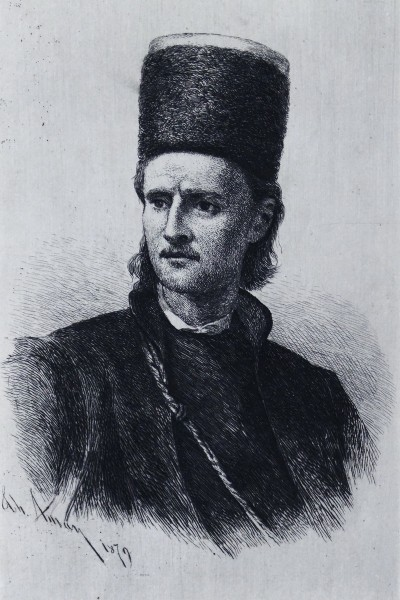
1821: Tudor Vladimirescu s-a adresat printr-o proclamație locuitorilor Țării Românești, chemându-i la luptă împotriva orânduirii. Acesta a fost momentul declanșării revoluției conduse de Tudor Vladimirescu.

- 1465: Ștefan cel Mare, domn al Moldovei, începea asediul care va duce  la cucerirea cetății Chilia.
- 1512: Începe domnia, în Țara Românească, a lui Neagoe Basarab (1512-1521).
- 1556: A avut loc cel mai dezastruos cutremur din lume, ducând la uciderea a 830.000 de oameni, în provincia chineză Shaanxi.
- 1656: Blaise Pascal publică pentru prima dată Lettres provinciales.
- 1793: A doua împărțire a Poloniei.
- 1821: Tudor Vladimirescu s-a adresat printr-o proclamație locuitorilor Țării Românești, chemându-i la luptă împotriva orânduirii. Acesta a fost momentul declanșării revoluției conduse de Tudor Vladimirescu.
- 1878: Armistițiul din războiul ruso-româno-turc de la 1877-1878. Sfârșitul Războiului de Independență.
- 1945: Armata a 4-a română eliberează orașul Roznava din Cehoslovacia.
- 1946: Prima reuniune a Consiliului Economic și Social al ONU.
- 1948: Adunarea Deputaților adoptă o nouă lege electorală care exceptează, sub diferite motivații, participarea unor categorii importante la vot.
- 1955: A avut loc prima audiție, la Paris, a "Simfoniei de cameră pentru 12 instrumente", de George Enescu.
- 1961: A fost promulgată în Venezuela noua Constituție.
- 1973: Președintele american, Richard Nixon, a anunțat încheierea unui acord care a dus la încetarea ostilitățiilor militare din Vietnam.

1556: La Shaanxi, China, a avut loc cel mai dezastruos cutremur din lume. Au murit 830.000 de oameni.

- 1981: Municipiul București înglobează, alături de cele șase sectoare administrative, și Sectorul Agricol Ilfov. Acest al șaptelea sector al Capitalei, alcătuit din 38 de comune și orașul Buftea a fost transformat (24 septembrie 1996) în județ, cu reședința în București.
- 1986: Rock and Roll Hall of Fame au fost introduși primii membri: Little Richard, Chuck Berry, James Brown, Ray Charles, Fats Domino, Everly Brothers, Buddy Holly, Jerry Lee Lewis și Elvis Presley.
- 1990: CFSN hotărăște participarea Frontului Salvării Naționale la alegeri și amânarea alegerilor pentru 20 mai. Ca urmare, Doina Cornea demisionează din CFSN.
- 1991: A fost semnat, la București, Acordul de cooperare dintre Guvernul României și Programul Națiunilor Unite pentru Dezvoltare.
- 1997: Guvernul elvețian anunță acordul privind crearea unui fond "de ajutorare a victimelor Holocaustului".
- 1999: A cincea mineriadă: Miron Cozma și Romeo Beja, liderii minerilor, îl conving pe primul-ministru Radu Vasile să redeschidă minele Dâlja și Bărbăteni și să promită o creștere salarială pentru ortaci de 30–35%. Minerii se reîntorc în Valea Jiului.
- 2001: Camera Lorzilor a Parlamentului Marii Britanii a adoptat o lege care autorizează clonarea embrionilor umani în scopuri științifice.
- 2005: Viktor Iușcenko a fost investit oficial ca președinte al Ucrainei.

## Nașteri
- 1673: Ducesa Violante Beatrice de Bavaria, Mare Prințesă de Toscana (d. 1731)
- 1688: Ulrica Eleonora a Suediei, regină a Suediei (d. 1741)
- 1783: Stendhal (Marie-Henri Beyle), scriitor francez (d. 1842)
- 1832: Édouard Manet, pictor francez (d. 1883)
- 1840: Ernst Karl Abbe, fizician german (d. 1905)
- 1853: Vintilă C.A. Rosetti, publicist român (d. 1916)

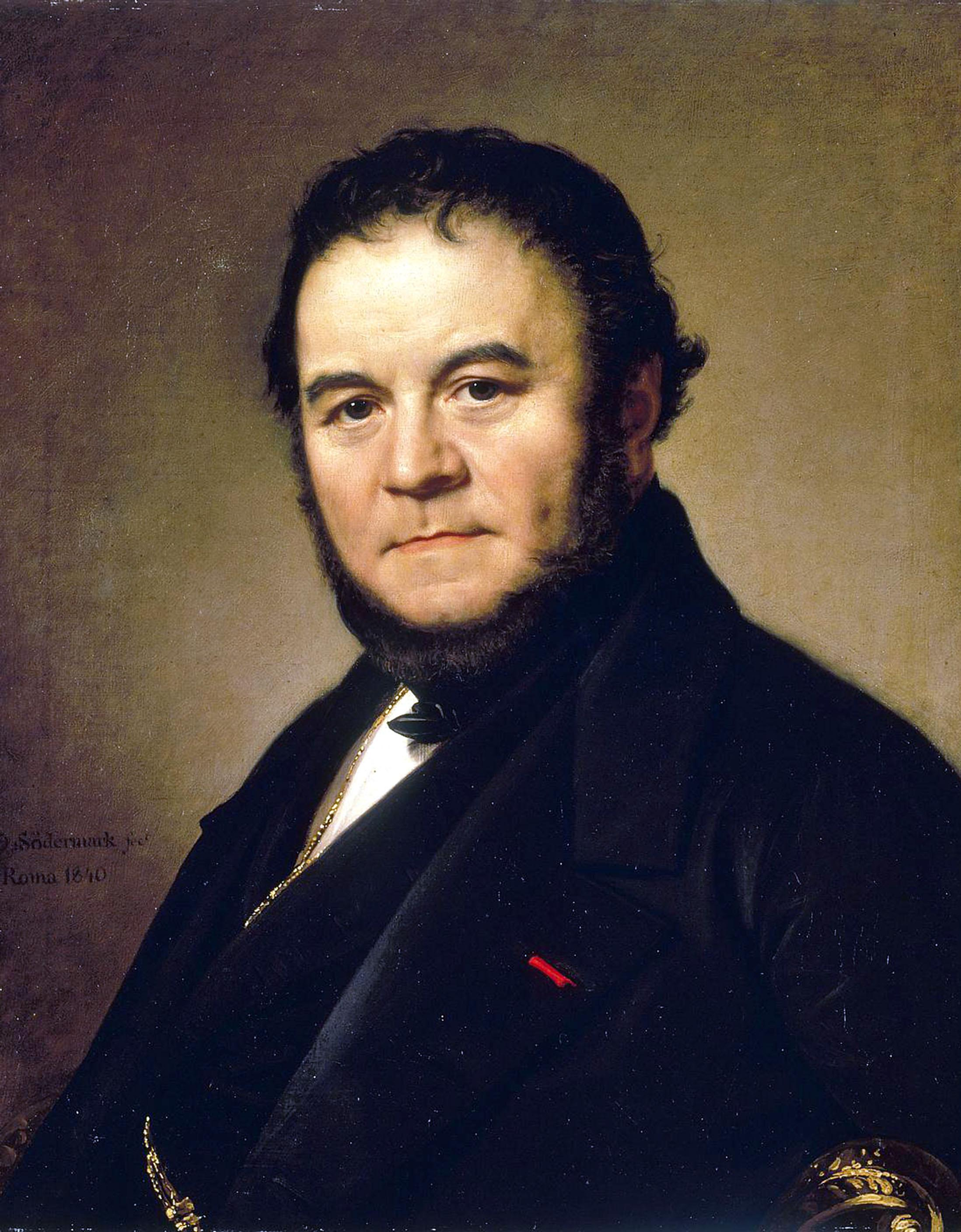
Stendhal, scriitor francez
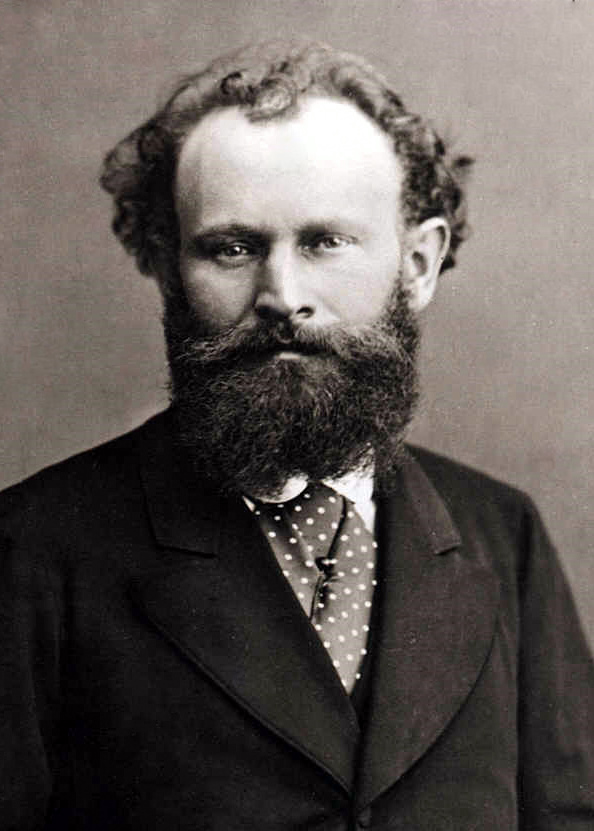
Édouard Manet, pictor francez
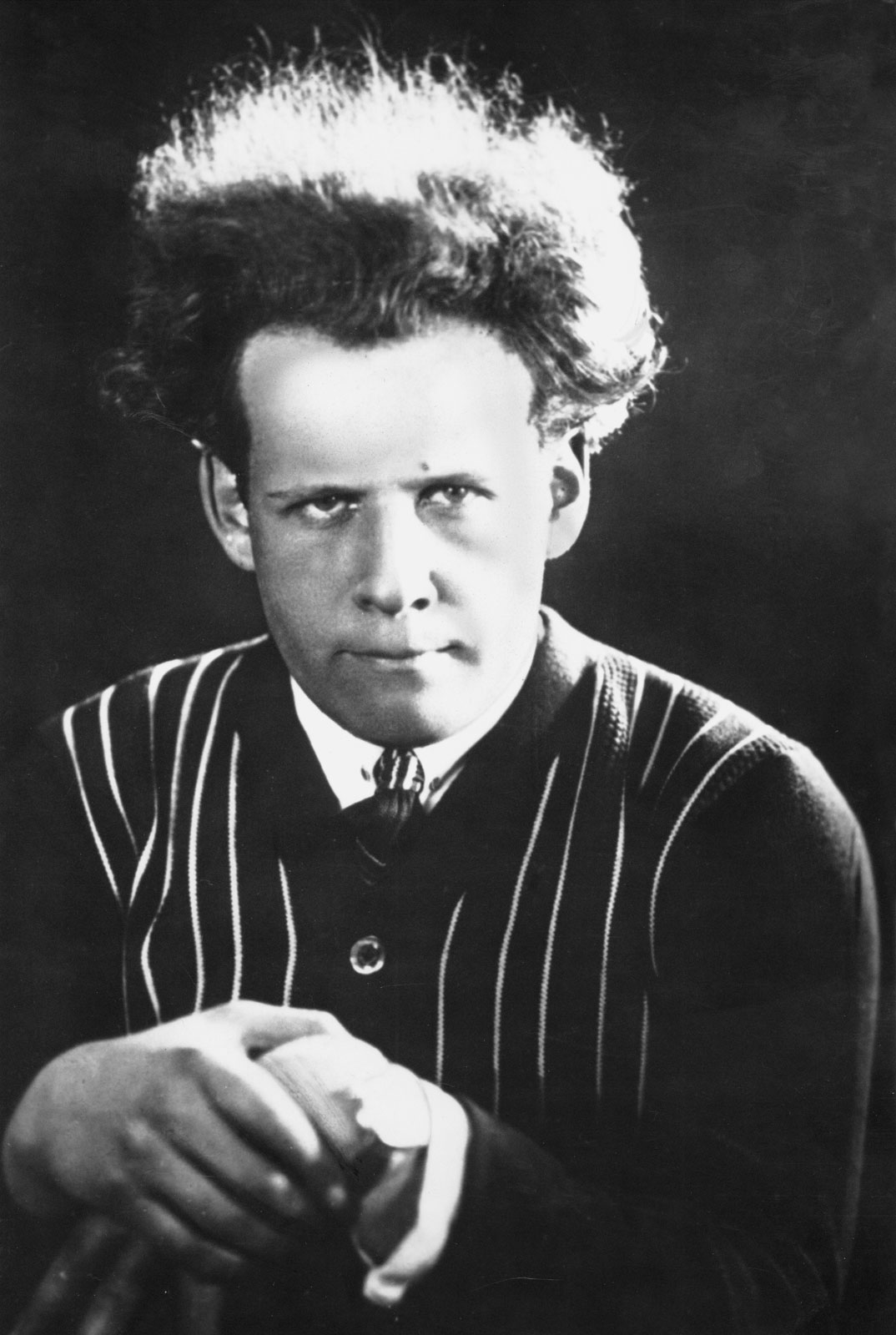
Serghei Eisenstein, regizor, scenarist, scenograf rus

- 1862: David Hilbert, matematician german (d. 1943)
- 1872: Paul Langevin, fizician și inventator francez (d. 1946)
- 1890: Prințesa Tatiana Constantinovna a Rusiei (d. 1946)
- 1896: Charlotte, Mare Ducesă de Luxemburg (d. 1985)
- 1898: Serghei Eisenstein, regizor, scenarist, scenograf, teoretician rus (d. 1948)
- 1899: Eugen Aburel, medic român (d. 1975)
- 1907: Hideki Yukawa, fizician japonez, laureat al Premiului Nobel (d. 1981)
- 1914: Louis, Prinț Napoléon, șeful Casei Bonaparte (d. 1997)
- 1915: Arthur Lewis, economist britanic, laureat Nobel (d. 1991)
- 1918: Gertrude Elion, om de știință american, laureat Nobel (d. 1999)
- 1922: Grigore Baștan, primul general parașutist român (d. 1983)

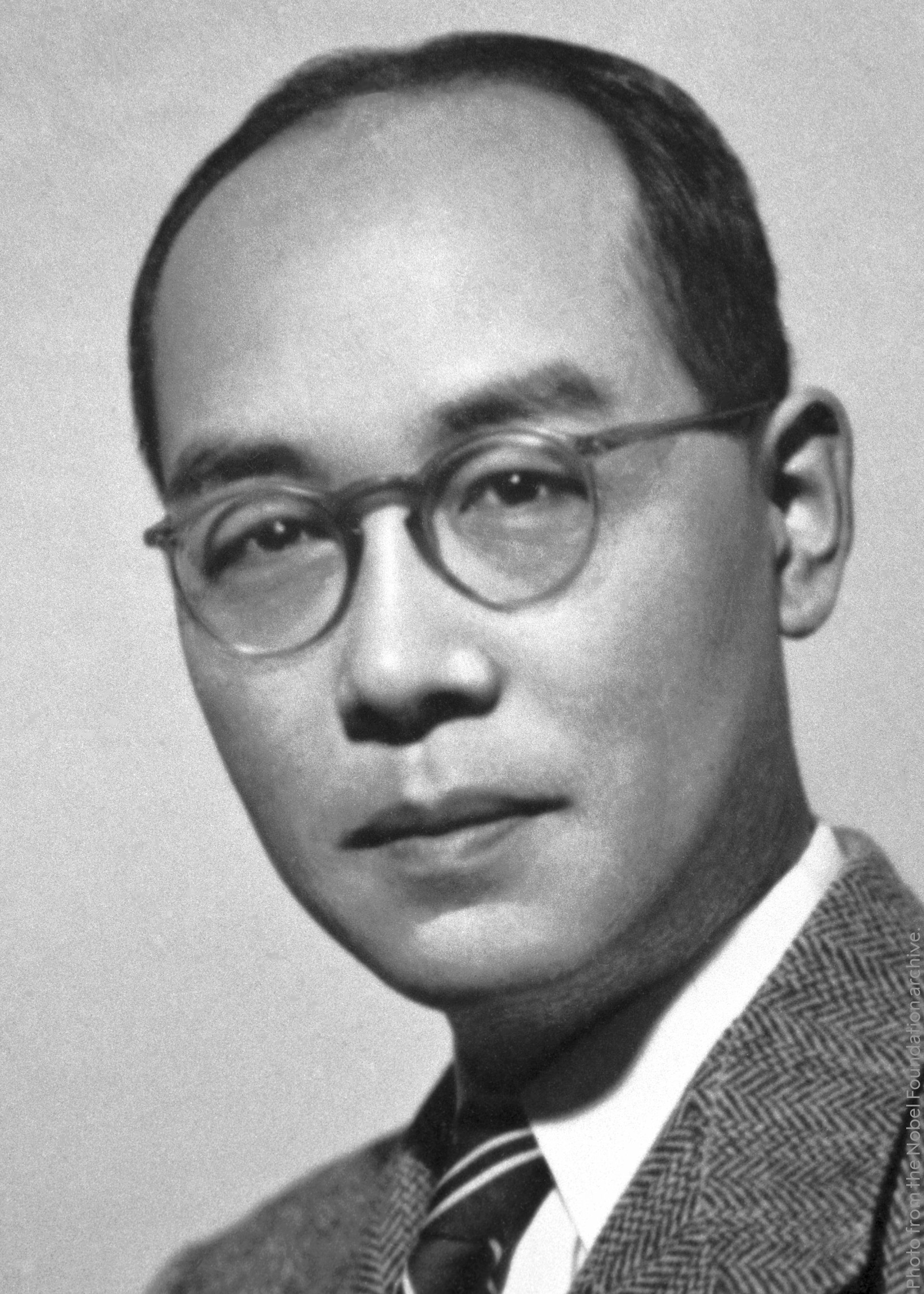
Hideki Yukawa, fizician japonez, laureat Nobel
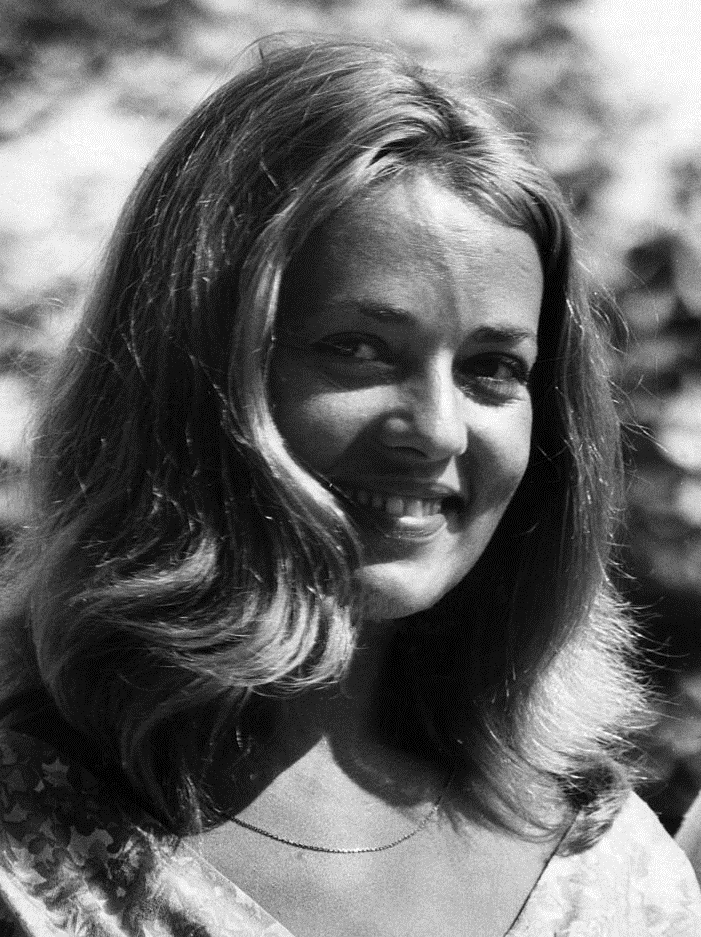
Jeanne Moreau, actriță franceză
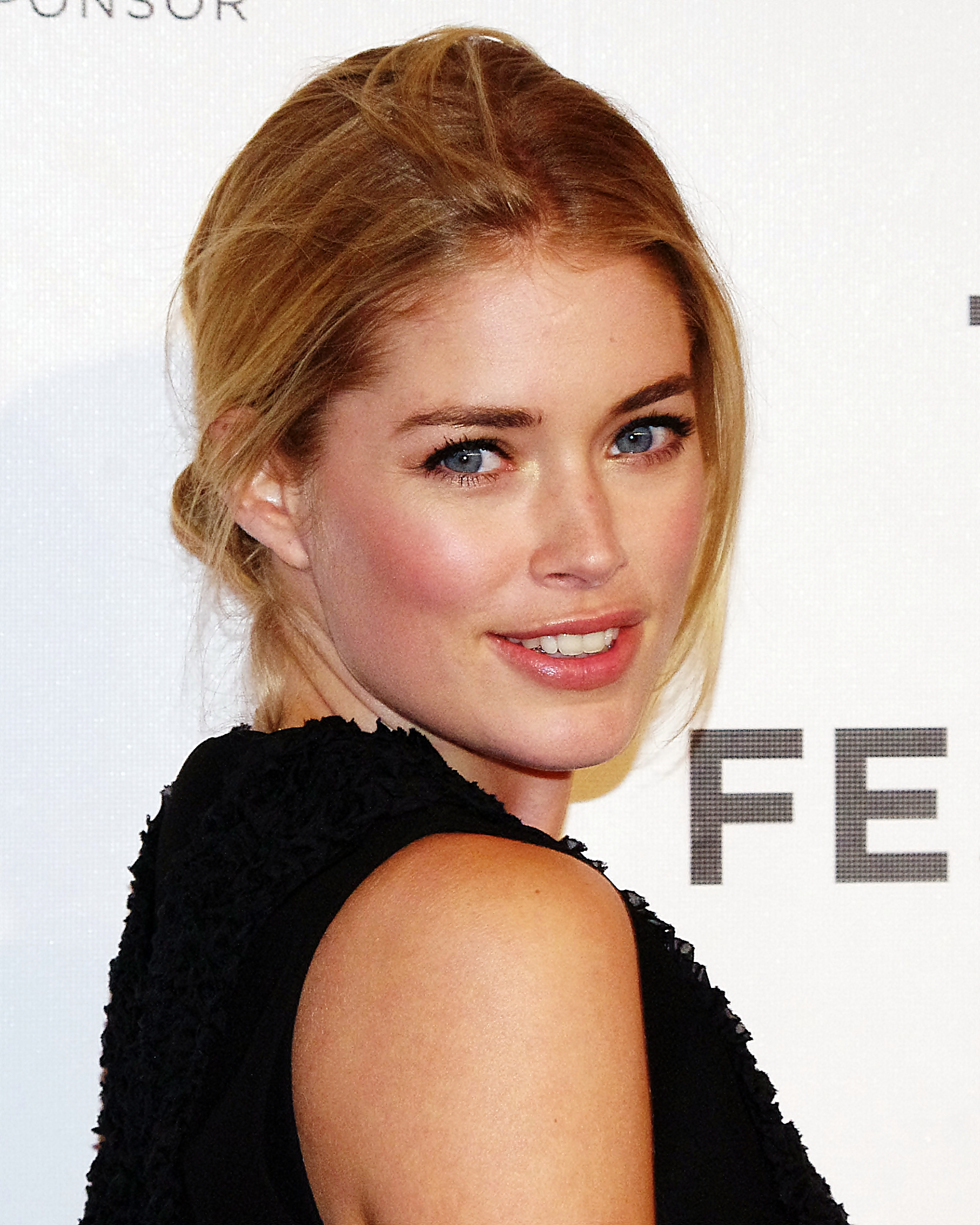
Doutzen Kroes, fotomodel neerlandez

- 1923: Walter M. Miller, Jr., scriitor american (d. 1996)
- 1928: Mircea Horia Simionescu, scriitor român  (d. 2011)
- 1928: Jeanne Moreau, actriță franceză (d. 2017)
- 1929: John Charles Polanyi, chimist canadian, laureat Nobel
- 1936: Horst Mahler, extremist german
- 1940: Ileana Mălăncioiu, poetă română
- 1944: Rutger Hauer, actor olandez (d. 2019)
- 1948: Edoardo Nevola, actor italian
- 1955: Raymond Ndong Sima, politician gabonez care a ocupat funcția de prim-ministru al Gabonului
- 1957: Prințesa Caroline de Monaco
- 1960: Aurel Olărean, politician român
- 1964: Monalisa Găleteanu, politician român
- 1970: Constantina Diță-Tomescu, atletă română
- 1982: Oceana, cântăreață germană
- 1985: Doutzen Kroes, fotomodel neerlandez
- 1998: XXXTentacion, rapper american (d. 2018)

## Decese
- 1516: Ferdinand al II-lea de Aragon, rege al Castiliei (n. 1452)
- 1549: Ioan Honterus, umanist sas din Transilvania (n. 1498)
- 1567: Împăratul Jiajing al Chinei (n. 1507)
- 1698: Ernest Augustus, Elector de Braunschweig-Lüneburg, tatăl regelui George I al Marii Britanii (n. 1629)
- 1744: Giambattista Vico, filosof italian (n. 1668)
- 1806: William Pitt cel Tânăr, politician britanic (n. 1759)
- 1820: Prințul Eduard, Duce de Kent, al patrulea fiu al regelui George al III-lea și tatăl reginei Victoria (n. 1767)
- 1888: Eugène Labiche, dramaturg francez (n. 1815)
- 1891: Baudouin al Belgiei, fiul cel mare al Prințul Filip, Conte de Flandra  (n. 1869)

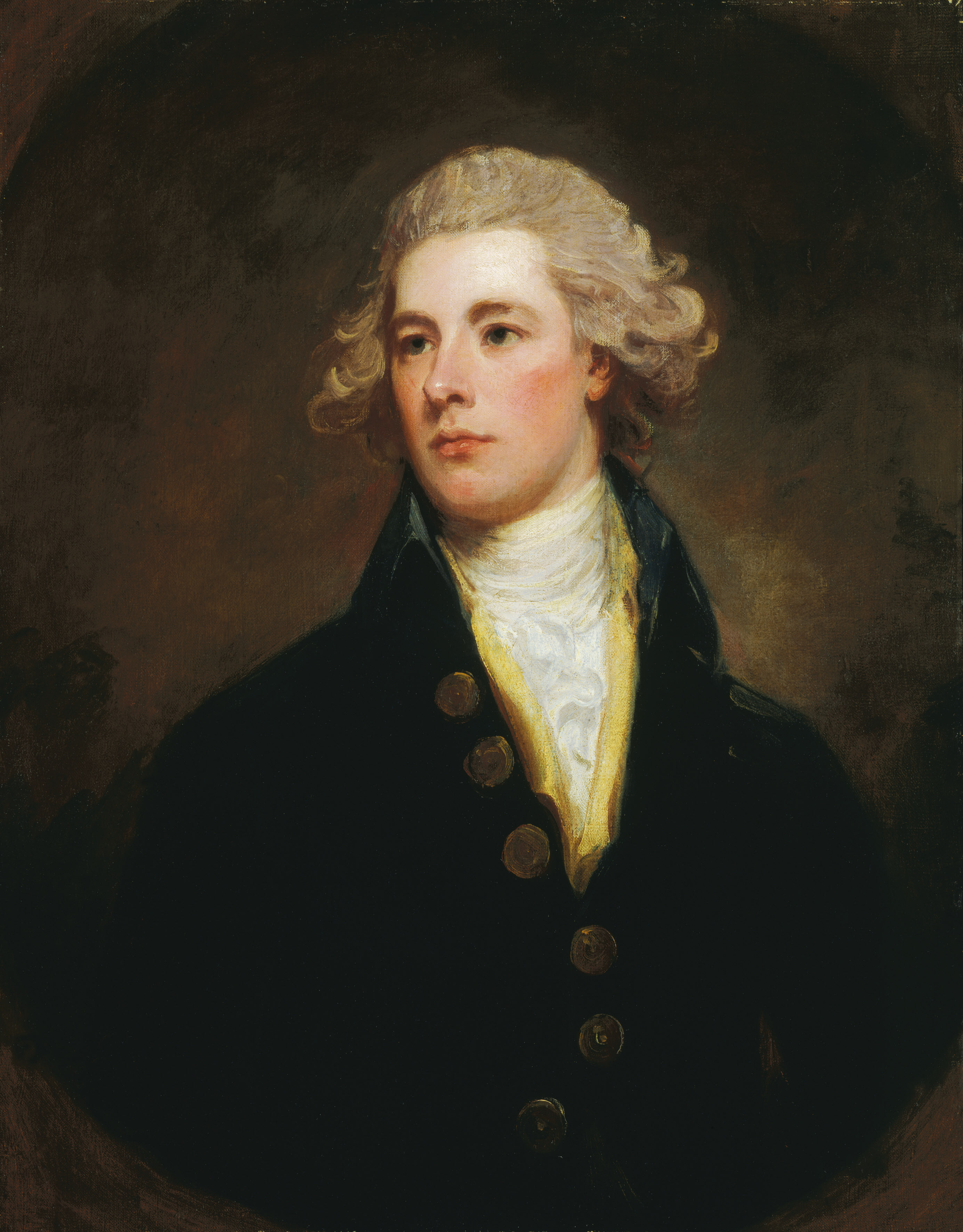
William Pitt cel Tânăr, politician britanic
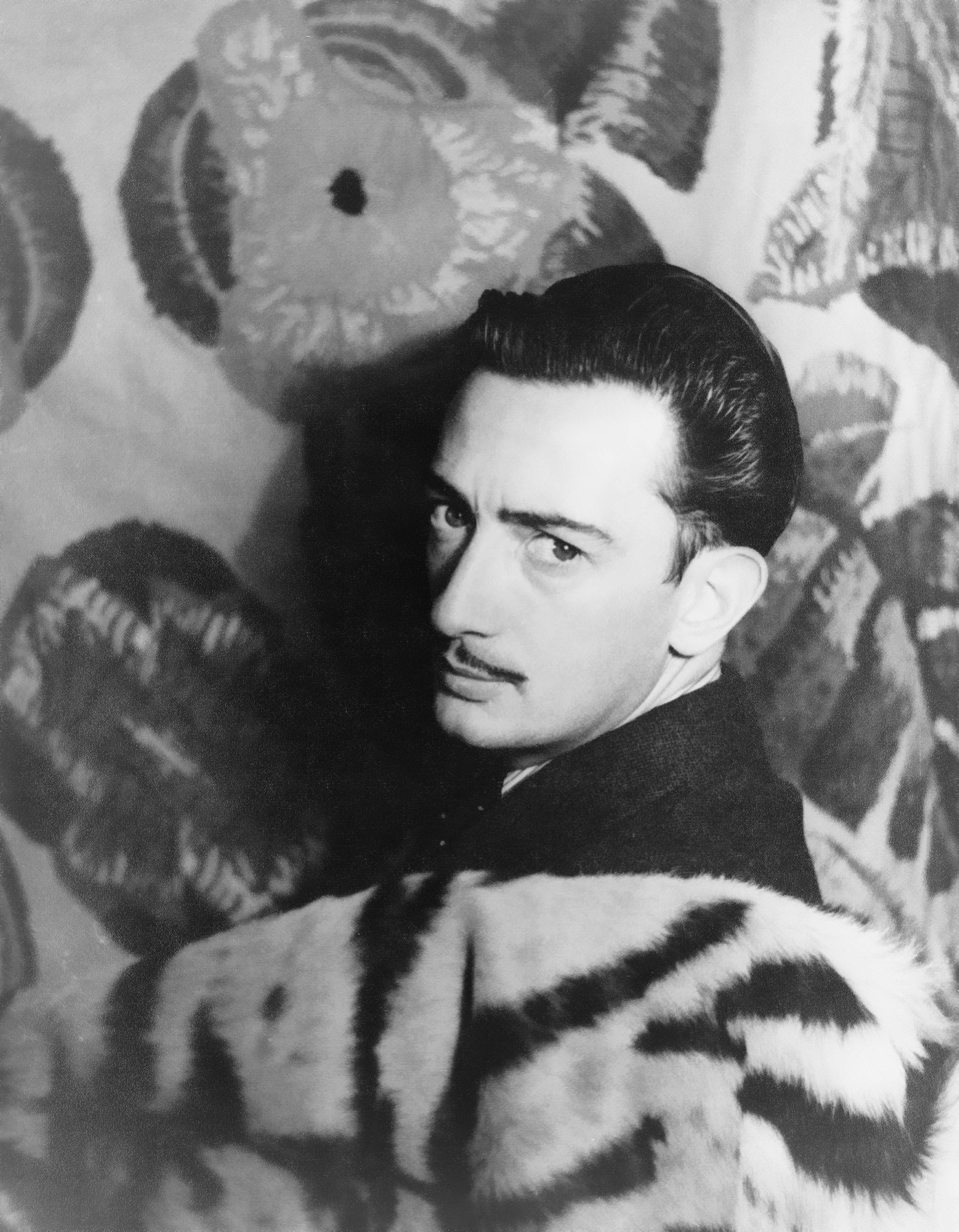
Salvador Dalí, pictor spaniol
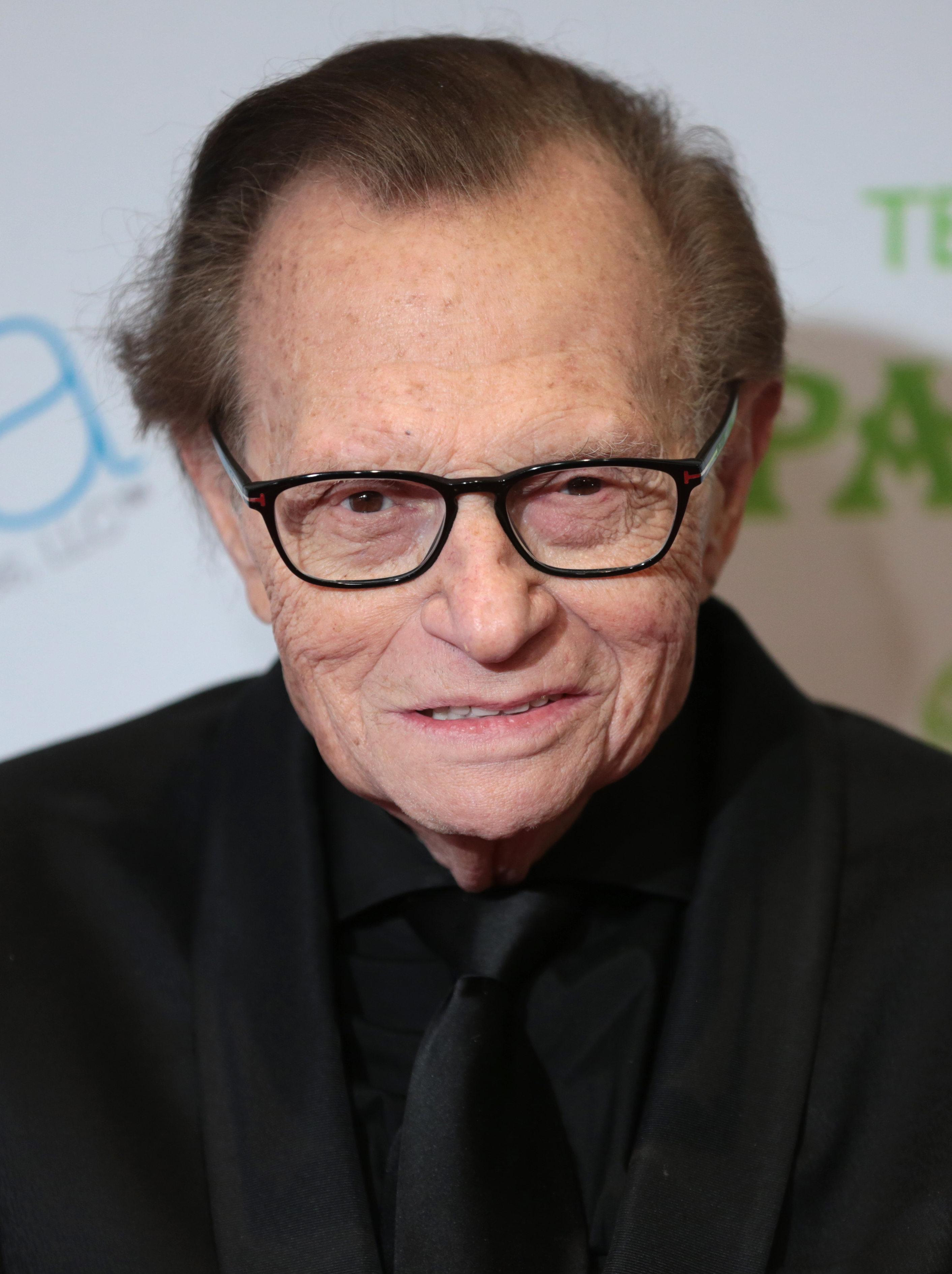
Larry King, moderator american de radio-tv

- 1901: Matei Vlădescu, politician și general român (n. 1835)
- 1918: Eugenio Lucas Villaamil, pictor spaniol (n. 1858)
- 1934: László Székely, arhitect maghiar (n. 1877)
- 1947: Pierre Bonnard, pictor francez (n. 1867)
- 1963: Constantin Bedreag, fizician român (n. 1883)
- 1989: Salvador Dalí, pictor, grafician, eseist spaniol (n. 1904)
- 1993: Keith Laumer, scriitor american (n. 1925)
- 2000: Ecaterina Ciorănescu-Nenițescu, personalitate a chimiei românești, membră a Academiei Române (n. 1909)
- 2002: Pierre Bourdieu, sociolog francez (n. 1930)
- 2004: Helmut Newton, artist fotograf german (n. 1920)
- 2005: Johnny Carson, prezentator, actor, scriitor, producător și muzician american (n. 1925)
- 2014: Alexandru Andriescu, critic literar român (n. 1926)
- 2015: Regele Abdullah al Arabiei Saudite (n. 1924)
- 2016: Elisabeta Polihroniade, șahistă română (n. 1935)
- 2021: Harold Holbrook, actor american (n. 1925)
- 2021: Larry King, moderator american de radio și televiziune (n. 1933)
- 2021: Oana Ștefănescu, actriță română de teatru și film (n. 1960)
- 2022: Renato Cecchetto, actor italian (n. 1951)
- 2024: Frank Farian, producător și compozitor german (n. 1941)

## Sărbători
- Sf. Mc. Clement, episcopul Ancirei; Sf. Mc. Agatanghel (calendar creștin-ortodox)
- Sf. Emerentiana; Ildefons (calendar romano-catolic)
- Sf. Clemente, ep. și Agatanghel (calendar greco-catolic)